# 里港扁食
里港扁食是台湾屏东县里港乡的一道特色餐點，由里港当地一家小面摊的老板赵文富研发，创始于1939年。

## 概述
里港扁食的创始人赵文富本是中國福州的一位西装师傅，1930年来台，定居屏东。但由于里港当地人多务农，基本不穿西装，赵文富有一段时间生活拮据。后来赵文富遇到做馄饨生意的福州同乡，遂拜其为师，努力学习馄饨制作，并于1939年开始自己的生意。由于赵文富的馄饨皮薄，泡水不涨，口感好，他的生意日渐红火。
在赵文富时代，馄饨汤用猪大骨熬成。赵文富的儿子趙可興接手以後，认为猪大骨熬汤后即丢弃太可惜，用猪脚熬汤汤更浓，猪脚还可以配饭，一举两得，遂改用猪脚熬汤。趙可興一开始未想过多赚钱，于是以成本价卖熟猪脚，因此宾客临门，趙可興这才想到加卖猪脚，并配以蒜蓉酱油。因猪脚配蒜蓉酱油味道好，也成为了主力商品。
第三代后，家族成员纷纷自立门户，除“文富”外，还有“富”、“赵寿山”等店家。其中“赵寿山”曾被三立新闻台、高雄都会台、自由时报、苹果日报报导。此外，里港扁食店还提供麻油米血、粉肝、豬耳朵、炒鹹豬肉等小菜。

## 制作

### 馄饨皮
里港扁食的馄饨皮需要用高筋面粉制作，经过反复拉擀，最终需要达到薄可见光的效果。

### 肉馅
里港扁食的猪肉需选用CAS检疫合格的小里肌豬肉，以合适的肥瘦比例调和，再以葱花、调味料搅拌好。

### 猪脚
里港扁食出售的猪脚需先用水煮十分钟去除血沫，用冰水洗净后，再以文火熬煮两个小时。最后配以猪油、酱油、蒜头汁等配料。